# Овальний портрет
«Овальний портрет» (англ. The Oval Portrait) — оповідання Едгара Алана По про трагічну історію створення загадкового портрета. Це одне з найкоротших його оповідань. Перша версія оповідання називалася «Життя в смерті» (Life in Death) і була опублікована в «Graham's Magazine» в 1842 році.
У пустельному замку оповідач знаходить портрет красуні — дружини художника. Створюючи портрет, художник не помітив, як виснажилися сили коханої. Вона померла, ледь був покладений останній мазок.

## Сюжет
Розповідь йде від імені оповідача. Автор, подорожує по Апеннінах зі своїм слугою, втомлений, охоплений гарячкою і поранений після зустрічі з розбійниками . Не бажаючи залишати господаря ночувати просто неба, камердинер оповідача без дозволу вривається в старовинний замок. Оповідач намагається полегшити біль і гарячку з допомогою чистого опіуму. Автор страждає від безсоння і, щоб убити час, займає себе тим, що розглядає картини в кімнаті, звіряючись зі знайденим там же довідником їх описів та історій їх створення. Він звертає увагу на портрет молодої красивої жінки, який спочатку не помітив. Картина справляє на оповідача настільки сильне враження, що він змушений заплющити очі, щоб розібратися у своїх почуттях. Нарешті, він розуміє, що причина такої дивної його реакції — в дивовижній жвавості портрета. Заінтригований, автор звертається до довідника.
У книзі він знаходить історію створення картини. Написавший її художник був фанатично захоплений мистецтвом. Через це його наречена була завжди обділена увагою, але не нарікала, а покірно підпорядковувалася коханому. Художник вирішив написати її портрет. Безперервно він захоплено писав портрет, а дівчина покірно позувала йому тижнями. Захоплений роботою, він не помічав, що жінку покидали життєві сили. Коли художник наніс останній мазок і вигукнув, задоволений своєю роботою «Так, це ж саме життя!», він обернувся до дружини і побачив, що та мертва.

## Публікації
Перша версія розповіді називалася «Життя в смерті» (Life in Death) і була опублікована в «Graham's Magazine» в 1842 році. Вона довше остаточної версії, в ній, зокрема, є кілька вступних абзаців, що розкривають передісторію оповідача і обставини його поранення, а також фрагмент поїдання їм опіуму, з метою вгамувати біль. За життя автора останнє видання цього оповідання було в журналі «The Broadway Journal» 26 квітня 1845 р. в скороченому та переробленому вигляді під назвою «The Oval Portrait». Окрім зміни назви, було знято італійський епіграф до оповідання: «Він живий і заговорив би, якби не дотримувався обітниці мовчання (Напис на італійській картині, що зображувала святого Бруно)» та опис дії опіуму на героя, чим і відкривалася оповідь.

## Аналіз
Особливістю «Овального портрета», як і інших оповідань і віршів Едгара По, є їх стислість. По стверджував у статті «Філософія композиції», що "Якщо будь-який літературний твір не може бути прочитаний за один присід, треба буде примиритися з необхідністю відмови від вкрай важливого ефекту, народжуваного єдністю враження; бо якщо доведеться читати у два прийоми, то втручаються буденні справи, і всяка єдність відразу гине ".
Основна ідея, закладена в розв'язку: мистецтво досягає досконалості шляхом жертв і поневірянь, але яку б ціну не довелося за нього заплатити, воно гідне її, бо мистецтво безсмертне і безцінне. Готичний замок, в якому відбувається дія новели, створює гнітюче почуття. Практично місце дії новели обмежене навіть не замком, а однією вежею: "Ми розташувалися в одному з найменших і найменш розкішних апартаментів. Він знаходився у віддаленій вежі будівлі ".
Замкнутий простір маєтку і замкнутий час новели взаємно доповнюють один одного. Час твору спочатку тече як би непомітно: «летіли стрімкі, блаженні години, і настала глибока північ». Далі автор подумки повертає читача в минуле, передаючи історію портрета. Час новели, спрямований від теперішнього до минулого, розвиває ідею тлінності всього живого і нетлінності мистецтва.

### Головні теми
- Смерть прекрасної жінки — див. «Лігейя», «Морелла»
- Мономанія — див. також розповіді «Береніка», «Людина натовпу»

### Образи новели

#### Образ оповідача
Основна увага на нього звернена в експозиції. За незрозумілих причин герой відправився мандрувати по Італії, можна також лише припускати причини його важкого стану. Під впливом образу персонажа-оповідача формується похмуре враження від новели. Завдяки йому розвивається сюжет твору (оповідач знаходить овальний портрет, від його обличчя передається історія створення картини).

#### Образ покинутого замку
Старий покинутий замок — досить поширений образ, характерний для готичного роману. Опис замку, його незвичайну архітектуру і інтер'єр доповнюють епітети і перифраз: «Ми розташувалися в одному з найменших і найменш розкішних апартаментів»; «на стінах висіла численна і різноманітна зброя укупі з надзвичайно великим числом натхненних творів живопису …».
Характерною особливістю, притаманною новелістиці Едгара По, є вживання в прозі художнього прийому повторення. Повтор був улюбленим прийомом Едгара По. Повторення використовується у віршах «Щасливий день», «Чарівна країна», «Колізей», «Примарний замок», «Евлалія», «Ворон», «Улялюм», «Дзвони», «Ельдорадо», та інших. Тут він виникає у зв'язку з описом інтер'єру замку і стану персонажа- оповідача: «Довго, довго я читав — і пильно, пильно дивився».

#### Образ портрета
Образ портрета центральний в новелі — виникаючи в зав'язці, розкривається ближче до кульмінації розповіді. Портрет прихований в темній ніші і стає видимим, коли герой посуває канделябр: «… перший промінь, що потрапив на полотно, як би відігнав сонне заціпеніння, яке оволоділо моїми почуттями, і нараз повернуло мене до активності». Вплив картини на персонажа- оповідача, підкреслює ідеальну красу мистецтва: «Картина зачарувала мене абсолютним життєподібним вираженням, яке спочатку вразило мене, а потім викликало збентеження, пригніченість і страх».
Опис портрета і його дії на оповідача містить в собі епітети: «нетлінна краса зображеної зовнішності»; «з глибоким і трепетним благоговінням …», перифраз: «не бачачи більше того, що настільки глибоко схвилювало мене …»,  метафору: «руки, груди і навіть золотисте волосся непримітно розчинялося в неясній, але глибокій тіні».

#### Образи живописця і його коханої
Образ вмираючої молодої жінки є типовим для По, він дуже поширений в його новелах і ще більше поезії: «Спляча», «До тієї, яка в раю», «Ворон», «Пеан» і багато інших. Як відзначають дослідники, "У Едгара По добро зазвичай втілено в безтілесних жіночих образах (Аннабель Лі, Лінор, Морелла, Лігейя тощо). Героїні ці, як правило, приречені на смерть. Невідчутність їхнього образу говорить про те, яким крихким здавався письменнику ідеал добра «.
Образ дівчини символізує в оповіданні тлінну земну красу, що служить створенню ідеалу. Через нього повніше розкривається образ портрета, розвивається головна думка оповідання — мистецтво завжди пов'язане з нещастям. Воно випиває здоров'я та душу: „… від моторошного світла в самотній вежі танули душевні сили і здоров'я його молодої дружини …“.
Художник платить за створення нетлінної краси здоров'ям коханої: „Він не бажав бачити, що відтінки, що наносяться на полотно, віднімалися у сидячої поруч з ним“.

#### Образ Мистецтва (Живопису)
Образ Мистецтва (Живопису) проявляється завдяки тропу уособлення: „Він, одержимий, завзятий, суворий, вже був заручений — з Живописом“, „вона … ненавиділа лише Живопис, свого суперника“. Мистецтво формує єдність з образами портрета і дружини живописця, допомагає розкрити образи художника, дівчини і портрета, краще зрозуміти задум автора, приховану в новелі метафору (портрет, що випиває сили дівчини, а потім вбиває її, — метафора вічної краси мистецтва, що бере завжди занадто велику плату).

## Вплив
- Схожий сюжет в оповіданні Натаніеля Готорна „Родимка“ (The Birth-Mark, 1843)[10].
- Французький кінорежисер Жан-Люк Годар цитує розповідь По у фільмі „Жити своїм життям“ (Vivre Sa Vie, 1962).
- Історія надихнула Оскара Уайльда на знаменитий роман „Портрет Доріана Грея“ (1891). За п'ять років до виходу роману Уайльд схвально висловлювався про ритмічну виразність творів По»[1]. У романі Уайльда, портрет несе зло зображеній на ньому людині в значно більшій мірі, ніж своєму творцю[11].